# Steven King
Steven Andrew King, född 22 juli 1969, är en amerikansk före detta professionell ishockeyforward som tillbringade tre säsonger i den nordamerikanska ishockeyligan National Hockey League (NHL), där han spelade för New York Rangers och Mighty Ducks of Anaheim. Han producerade 25 poäng (17 mål och åtta assists) samt drog på sig 75 utvisningsminuter på 67 grundspelsmatcher. King spelade också för Binghamton Rangers, Baltimore Bandits, Philadelphia Phantoms, Rochester Americans, Providence Bruins och Springfield Falcons i American Hockey League (AHL); Michigan K-Wings och Cincinnati Cyclones i International Hockey League (IHL) samt Brown Bears i National Collegiate Athletic Association (NCAA).
Han blev aldrig NHL-draftad.
Efter spelarkarriären har han arbetat bland annat för Brown University, Morgan Stanley, JPMorgan Chase och University of Rhode Islands välgörenhetsstiftelse.

## Statistik
| Källa: Utv = Utvisningsminuter | Källa: Utv = Utvisningsminuter | Källa: Utv = Utvisningsminuter |                                                       | Grundserie                                            | Grundserie                                            | Grundserie                                            | Grundserie                                            | Grundserie                                            |                                                       | Slutspel                                              | Slutspel                                              | Slutspel                                              | Slutspel                                              | Slutspel |
| Säsong                         | Lag                            | Liga                           | Matcher                                               | Mål                                                   | Assist                                                | Poäng                                                 | Utv                                                   | Matcher                                               | Mål                                                   | Assist                                                | Poäng                                                 | Utv                                                   |                                                       |          |
| ------------------------------ | ------------------------------ | ------------------------------ | ----------------------------------------------------- | ----------------------------------------------------- | ----------------------------------------------------- | ----------------------------------------------------- | ----------------------------------------------------- | ----------------------------------------------------- | ----------------------------------------------------- | ----------------------------------------------------- | ----------------------------------------------------- | ----------------------------------------------------- | ----------------------------------------------------- | -------- |
| 1987–1988                      | Brown Bears                    | NCAA                           | 24                                                    | 10                                                    | 5                                                     | 15                                                    | 30                                                    | —                                                     | —                                                     | —                                                     | —                                                     | —                                                     |                                                       |          |
| 1988–1989                      | Brown Bears                    | NCAA                           | 26                                                    | 8                                                     | 5                                                     | 13                                                    | 73                                                    | —                                                     | —                                                     | —                                                     | —                                                     | —                                                     |                                                       |          |
| 1989–1990                      | Brown Bears                    | NCAA                           | 27                                                    | 19                                                    | 8                                                     | 27                                                    | 53                                                    |                                                       |                                                       |                                                       |                                                       |                                                       |                                                       |          |
| 1990–1991                      | Brown Bears                    | NCAA                           | 27                                                    | 19                                                    | 15                                                    | 34                                                    | 76                                                    | —                                                     | —                                                     | —                                                     | —                                                     | —                                                     |                                                       |          |
| 1991–1992                      | Binghamton Rangers             | AHL                            | 66                                                    | 27                                                    | 15                                                    | 42                                                    | 56                                                    | 10                                                    | 2                                                     | 0                                                     | 2                                                     | 14                                                    |                                                       |          |
| 1992–1993                      | New York Rangers               | NHL                            | 24                                                    | 7                                                     | 5                                                     | 12                                                    | 16                                                    | —                                                     | —                                                     | —                                                     | —                                                     | —                                                     |                                                       |          |
|                                | Binghamton Rangers             | AHL                            | 53                                                    | 35                                                    | 33                                                    | 68                                                    | 100                                                   | 14                                                    | 7                                                     | 9                                                     | 16                                                    | 26                                                    |                                                       |          |
| 1993–1994                      | Mighty Ducks of Anaheim        | NHL                            | 36                                                    | 8                                                     | 3                                                     | 11                                                    | 44                                                    | —                                                     | —                                                     | —                                                     | —                                                     | —                                                     |                                                       |          |
| 1994–1995                      | Mighty Ducks of Anaheim        | NHL                            | Spelade ej på grund av rekonstruktiv kirurgi av axel. | Spelade ej på grund av rekonstruktiv kirurgi av axel. | Spelade ej på grund av rekonstruktiv kirurgi av axel. | Spelade ej på grund av rekonstruktiv kirurgi av axel. | Spelade ej på grund av rekonstruktiv kirurgi av axel. | Spelade ej på grund av rekonstruktiv kirurgi av axel. | Spelade ej på grund av rekonstruktiv kirurgi av axel. | Spelade ej på grund av rekonstruktiv kirurgi av axel. | Spelade ej på grund av rekonstruktiv kirurgi av axel. | Spelade ej på grund av rekonstruktiv kirurgi av axel. | Spelade ej på grund av rekonstruktiv kirurgi av axel. |          |
| 1995–1996                      | Mighty Ducks of Anaheim        | NHL                            | 7                                                     | 2                                                     | 0                                                     | 2                                                     | 15                                                    | —                                                     | —                                                     | —                                                     | —                                                     | —                                                     |                                                       |          |
|                                | Baltimore Bandits              | AHL                            | 68                                                    | 40                                                    | 21                                                    | 61                                                    | 95                                                    | 12                                                    | 7                                                     | 5                                                     | 12                                                    | 20                                                    |                                                       |          |
| 1996–1997                      | Philadelphia Phantoms          | AHL                            | 39                                                    | 17                                                    | 10                                                    | 27                                                    | 47                                                    | —                                                     | —                                                     | —                                                     | —                                                     | —                                                     |                                                       |          |
|                                | Michigan K-Wings               | IHL                            | 39                                                    | 15                                                    | 11                                                    | 26                                                    | 39                                                    | 4                                                     | 1                                                     | 2                                                     | 3                                                     | 12                                                    |                                                       |          |
| 1997–1998                      | Cincinnati Cyclones            | IHL                            | 41                                                    | 17                                                    | 9                                                     | 26                                                    | 22                                                    | —                                                     | —                                                     | —                                                     | —                                                     | —                                                     |                                                       |          |
|                                | Rochester Americans            | AHL                            | 28                                                    | 15                                                    | 15                                                    | 30                                                    | 28                                                    | 4                                                     | 1                                                     | 1                                                     | 2                                                     | 4                                                     |                                                       |          |
| 1998–1999                      | Providence Bruins              | NHL                            | 3                                                     | 1                                                     | 0                                                     | 1                                                     | 0                                                     | 13                                                    | 7                                                     | 4                                                     | 11                                                    | 12                                                    |                                                       |          |
| 1999–2000                      | Syracuse Falcons               | AHL                            | 23                                                    | 10                                                    | 6                                                     | 16                                                    | 20                                                    | —                                                     | —                                                     | —                                                     | —                                                     | —                                                     |                                                       |          |
| NHL totalt                     | NHL totalt                     | NHL totalt                     | 67                                                    | 17                                                    | 8                                                     | 25                                                    | 75                                                    | —                                                     | —                                                     | —                                                     | —                                                     | —                                                     |                                                       |          |
| AHL totalt                     | AHL totalt                     | AHL totalt                     | 280                                                   | 145                                                   | 100                                                   | 245                                                   | 346                                                   | 53                                                    | 24                                                    | 19                                                    | 43                                                    | 76                                                    |                                                       |          |
| IHL totalt                     | IHL totalt                     | IHL totalt                     | 80                                                    | 32                                                    | 20                                                    | 52                                                    | 61                                                    | 4                                                     | 1                                                     | 2                                                     | 3                                                     | 12                                                    |                                                       |          |
| NCAA totalt                    | NCAA totalt                    | NCAA totalt                    | 104                                                   | 56                                                    | 33                                                    | 89                                                    | 232                                                   | —                                                     | —                                                     | —                                                     | —                                                     | —                                                     |                                                       |          |